# カルマン (アラバマ州)
カルマン（英: Cullman）はアメリカ合衆国のアラバマ州北部のカルマン郡にある都市。人口は2005年時点で16,575人。中古車ショップ、教会、銀行がとても多い。かつてはKKKの町でもあった。